# Lista das cidades mais densamente povoadas dos Estados Unidos por estado
Esta é uma lista das cinco localidades mais densamente povoadas dos Estados Unidos por estado, considerando o censo nacional de 2010. De acordo o United States Census Bureau, uma localidade incorporada é definida como um lugar que possui um governo local e está "incorporada" no estado ao qual pertence. Cada estado possui diferentes leis que definem como uma localidade pode ser incorporada e como esta é reconhecida pelo U.S. Census Bureau, como cidade, vila, aldeia, borough e municipalidade.
Outro tipo de localidade definida pelo U.S. Census Bureau para fins estatísticos é a região censo-designada. Regiões censo-designadas são distintas de localidades incorporadas porque não possuem um governo local e dependem de um governo superior, como um condado pro governo. Regiões censo-designadas são definidas como sendo áreas não incorporadas. 

## Localidades mais densamente povoadas
Em negrito estão as localidades com densidade populacional superior a mil habitantes/km², segundo o censo americano de 2010, e em itálico aquelas com população superior a 500 mil habitantes. Nova Iorque, Chicago e Filadélfia são as únicas três cidades com população superior a 1 milhão de habitantes que aparecem entre as cinco mais densamente povoadas em seus estados. Nenhuma delas está na primeira posição.
São Francisco, Boston, Seattle, Milwaukee, Las Vegas e Albuquerque são as cidades com mais de mil habitantes/km² que possuem população superior a 500 mil habitantes. Seattle, Las Vegas e Albuquerque aparecem na 1ª posição de seus respectivos estados. Ainda que Memphis tenha população superior a 500 mil habitantes, sua densidade populacional chega próximo a 800 hab/km².
Apenas 5 capitais estaduais aparecem na lista abaixo: Raleigh, Hartford, Boston, Providence e Cheyenne.
| Estado             | 1ª posição         | 2ª posição            | 3ª posição          | 4ª posição         | 5ª posição         |
| ------------------ | ------------------ | --------------------- | ------------------- | ------------------ | ------------------ |
| Alabama            | Fairfield          | Homewood              | Center Point        | Brighton           | Midfield           |
| Alasca             | Kiana              | Ketchikan             | Kodiak              | Palmer             | Fairbanks          |
| Arizona            | Guadalupe          | South Tucson          | Tempe               | Youngtown          | Glendale           |
| Arkansas           | Mitchellville      | Cammack Village       | Keiser              | Gosnell            | Horseshoe Lake     |
| Califórnia         | Maywood            | Cudahy                | Huntington Park     | West Hollywood     | São Francisco      |
| Carolina do Norte  | Lake Park          | Carrboro              | Raleigh             | Boone              | Chapel Hill        |
| Carolina do Sul    | Summerville        | Mauldin               | Forest Acres        | West Columbia      | Atlantic Beach     |
| Colorado           | Glendale           | Edgewater             | Federal Heights     | Mountain View      | Northglenn         |
| Connecticut        | Bridgeport         | Hartford              | New Haven           | Woodmont           | New Britain        |
| Dakota do Norte    | Fort Yates         | Grand Forks           | Minot               | Larimore           | Fargo              |
| Dakota do Sul      | Vermillion         | Alcester              | Tea                 | Sioux Falls        | Martin             |
| Delaware           | Bellefonte         | Wilmington            | Elsmere             | Newark             | Newport            |
| Flórida            | Sunny Isles Beach  | North Bay Village     | Sweetwater          | Bay Harbor Islands | Aventura           |
| Geórgia            | Clarkston          | Remerton              | Payne               | Decatur            | Dunwoody           |
| Havaí              | —                  | —                     | —                   | —                  | —                  |
| Idaho              | Moscow             | Huetter               | Chubbuck            | Hansen             | Coeur d'Alene      |
| Illinois           | Stone Park         | Berwyn                | Cicero              | Elmwood Park       | Chicago            |
| Indiana            | West Lafayette     | New Whiteland         | Hammond             | Bloomington        | Highland           |
| Iowa               | University Heights | Windsor Heights       | Lakeside            | Keomah Village     | Newhall            |
| Kansas             | Westwood Hills     | Roeland Park          | Westwood            | Mission            | Prairie Village    |
| Kentucky           | Poplar Hills       | Sycamore              | Parkway Village     | Strathmoor Village | Bellevue           |
| Luisiana           | Harahan            | Kenner                | Gretna              | Lockport           | Napoleonville      |
| Maine              | Portland           | South Portland        | Old Orchard Beach   | Waterville         | Lewiston           |
| Maryland           | Mount Rainier      | Bladensburg           | Takoma Park         | Brentwood          | New Carrollton     |
| Massachusetts      | Somerville         | Cambridge             | Chelsea             | Boston             | Everett            |
| Michigan           | Hamtramck          | Lincoln Park          | Eastpointe          | Keego Harbor       | Hazel Park         |
| Minnesota          | Landfall           | Minneapolis           | Hilltop             | Columbia Heights   | Lauderdale         |
| Mississippi        | Sidon              | Jonestown             | Tutwiler            | Belzoni            | Crenshaw           |
| Missouri           | Marlborough        | Velda City            | Velda Village Hills | Wilbur Park        | Flordell Hills     |
| Montana            | Browning           | Laurel                | Wolf Point          | Cut Bank           | Poplar             |
| Nebraska           | Winnebago          | La Vista              | Ralston             | Omaha              | Bellevue           |
| Nevada             | Las Vegas          | Sparks                | Henderson           | Fallon             | Lovelock           |
| Nova Hampshire     | Manchester         | Nashua                | Portsmouth          | Somersworth        | Hampton            |
| Nova Iorque        | Kaser              | Nova Iorque           | Great Neck Plaza    | New Square         | Kiryas Joel        |
| Nova Jérsei        | Guttenberg         | Union City            | West New York       | Hoboken            | Cliffside Park     |
| Novo México        | Albuquerque        | Bayard                | Lovington           | Las Vegas          | Bernalillo         |
| Ohio               | Lakewood           | University Heights    | Cheviot             | Elmwood Place      | Deer Park          |
| Oklahoma           | Sportsmen Acres    | Helena                | Bethany             | Warr Acres         | The Village        |
| Oregon             | Johnson City       | Gervais               | Cornelius           | Keizer             | Banks              |
| Pensilvânia        | Millbourne         | Darby                 | East Lansdowne      | Filadélfia         | Dormont            |
| Rhode Island       | Central Falls      | Providence            | Pawtucket           | North Providence   | Woonsocket         |
| Tennessee          | East Ridge         | Ridgeside             | Lakewood            | Tiptonville        | Memphis            |
| Texas              | Mobile City        | West University Place | Rio Bravo           | Cockrell Hill      | Southside Place    |
| Utah               | Taylorsville       | Orem                  | Midvale             | Roy                | Washington Terrace |
| Vermont            | Winooski           | Burlington            | St. Albans          | Swanton            | Poultney           |
| Virgínia           | Alexandria         | Quantico              | Falls Church        | Manassas Park      | Occoquan           |
| Virgínia Ocidental | Shepherdstown      | Bancroft              | Star City           | McMechen           | Chesapeake         |
| Washington         | Seattle            | Mattawa               | Mountlake Terrace   | Lynnwood           | Des Moines         |
| Wisconsin          | Shorewood          | Whitefish Bay         | Milwaukee           | West Allis         | Racine             |
| Wyoming            | Jackson            | Cheyenne              | Lovell              | Casper             | Laramie            |